# Brug 226
Brug 226 is een vaste brug in Amsterdam-Centrum.
De brug ligt in de zuidelijke kade van de Raamgracht en voert over de Groenburgwal. Het vormt met brug 225 en brug 230 de drie bruggen in en over de Raamgracht. Er liggen maar twee bruggen over de Groenburgwal; deze in het noorden en Staalmeestersbrug (brug 2270 van de Staalstraat in het zuiden. De brug wordt omringd door gemeentelijke en rijksmonumenten. Men heeft vanaf de brug een goed uitzicht op (de toren van) de Zuiderkerk, een van de kunstenaars die hier midden 19e eeuw kwam tekenen dacht dat hij de Westerkerk in zijn vizier had.
Er ligt hier al eeuwen een brug. Op de kaarten van Cornelis Anthonisz. uit 1538 en 1544 staat wel al het gebied "Die Raemen" (lakenramen) aangegeven, maar een brug ontbreekt. Die brug is wel te zien op de kaart van Pieter Bast uit 1599. De kaart van Balthasar Florisz. van Berckenrode uit 1625 laat een houten brug zien in de kade van de Verwers Graft over de Groene Burchwal. De moderne geschiedenis van de brug begint in het midden van de 19e eeuw. Een aantal kunstenaars legde hier toen een stenen welfburg vast, toen steevast een sluis genoemd; een daadwerkelijke sluis heeft hier nooit gelegen. Op de tekeningen en schilderijen is ook al te zien dat de boogconstructie afwijkt van de welfbruggen elders in de stad; ze lijkt te zijn afgeplat. Een veelvuldige klacht in de 19 eeuw over de Amsterdamse bruggen was dat de hellingen te steil waren voor met name paard en wagen of handkarren. Niet zelden hielden ze de vracht niet in toom en belandde de kar in een hoekpand. In 1893 schreef de gemeente een aanbesteding uit voor het vernieuwen van de brug. Toch raakte in 1937 een paard en wagencombinatie van Van Gend & Loos van de brug in de kelder van het hoekpand. In 1929 kwam er nog een nieuw rijdek.
Die vreemde boog heeft de brug anno 2017 nog steeds. Zoutschade aan de vleugelmuren verraadt echter dat (een gedeelte van) de brug in de jaren zestig of zeventig nog is vernieuwd.

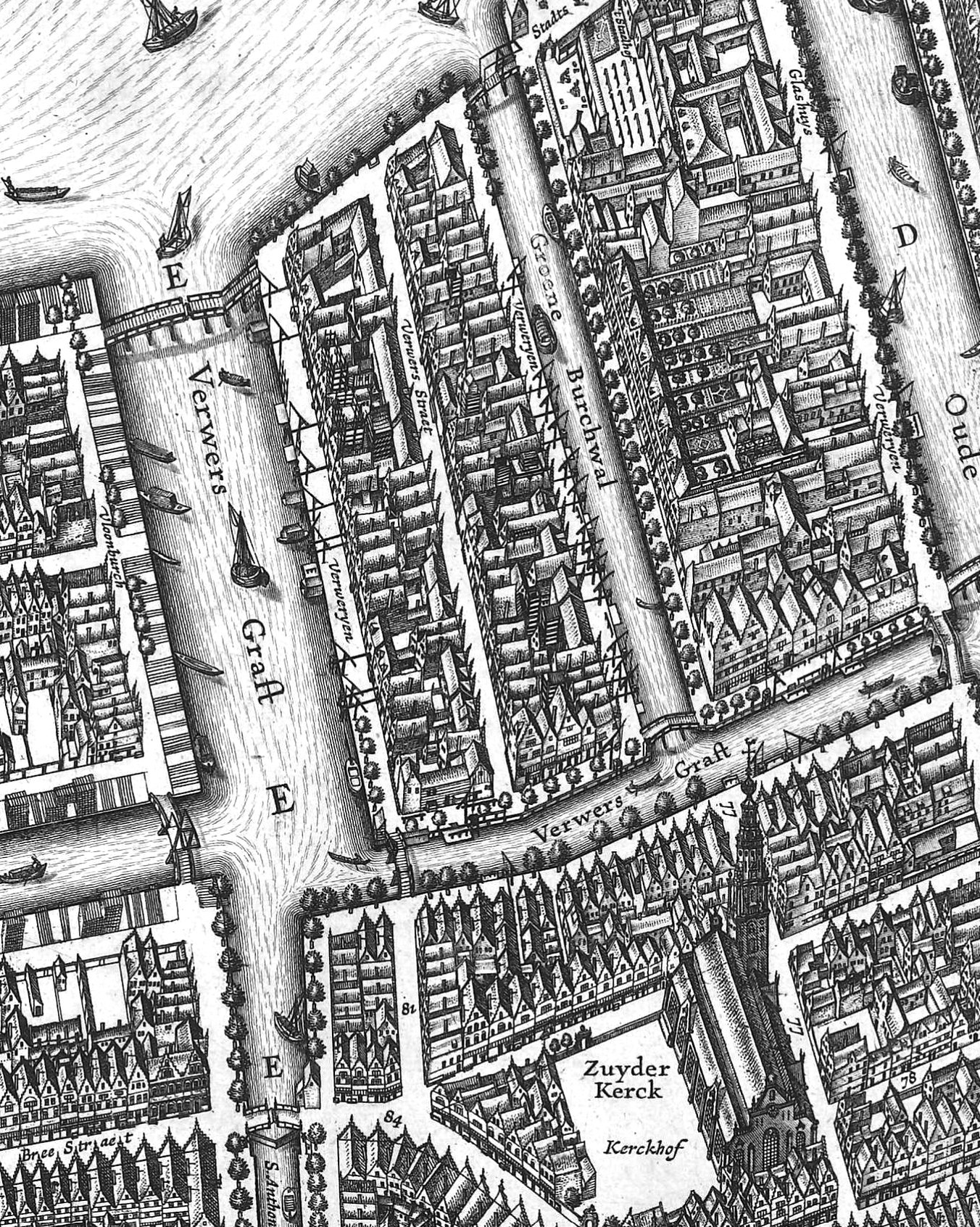
Uitsnede van de kaart van Van Berckenrode met brug 226 onderaan net boven de Zuiderkerk
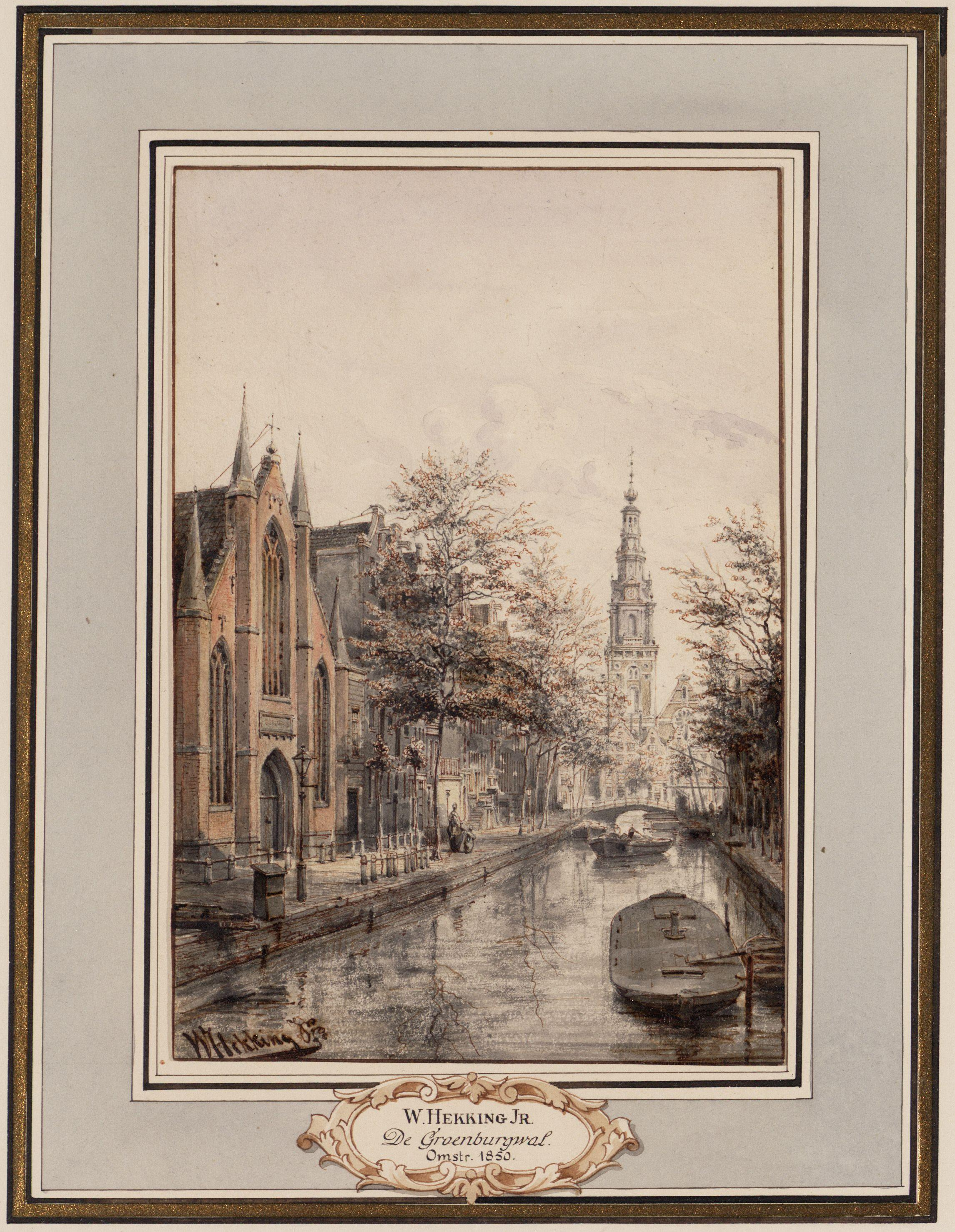
Willem Hekking tekende de brug rond 1865
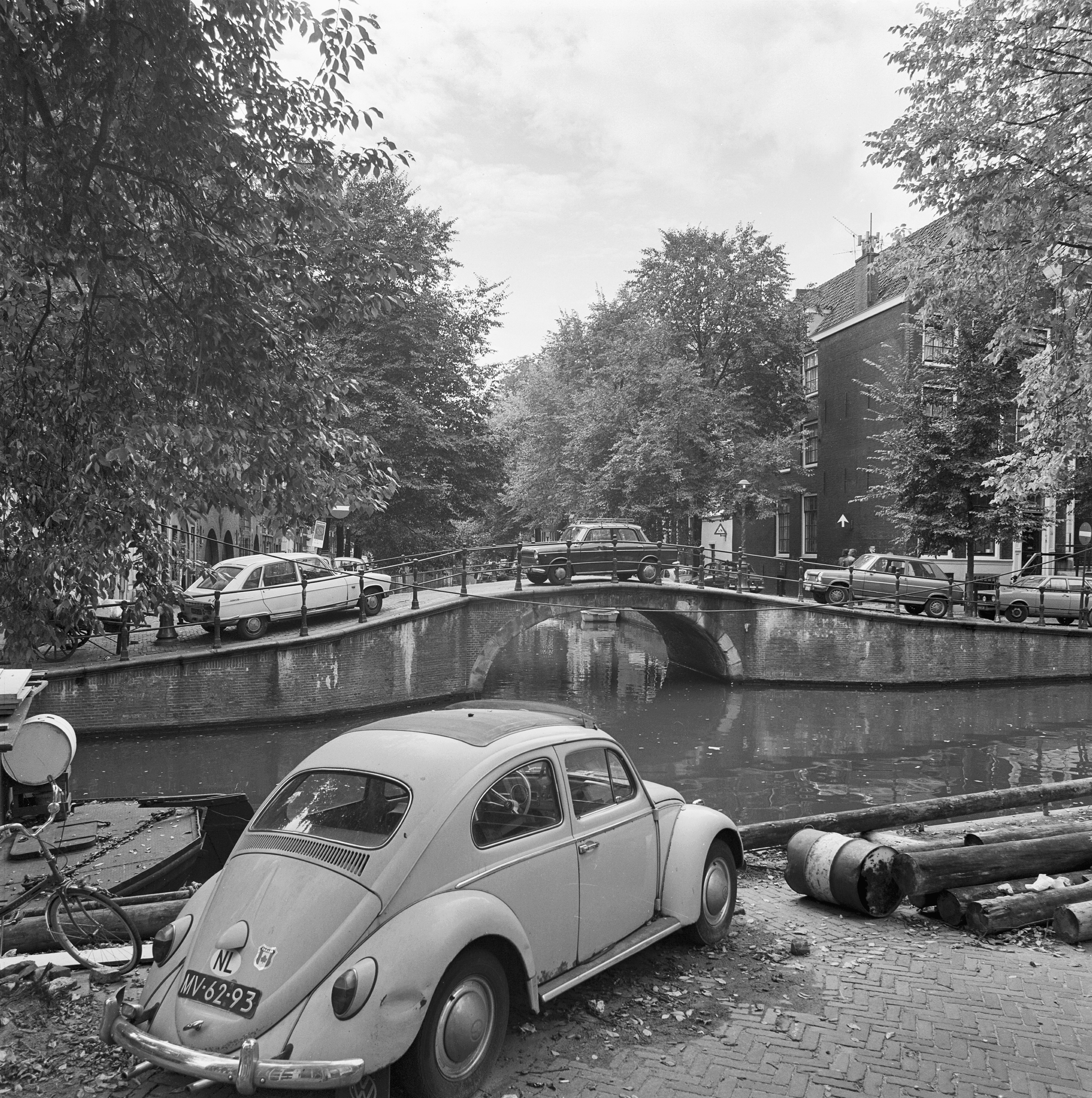
De brug in 1976 met al zoutschade
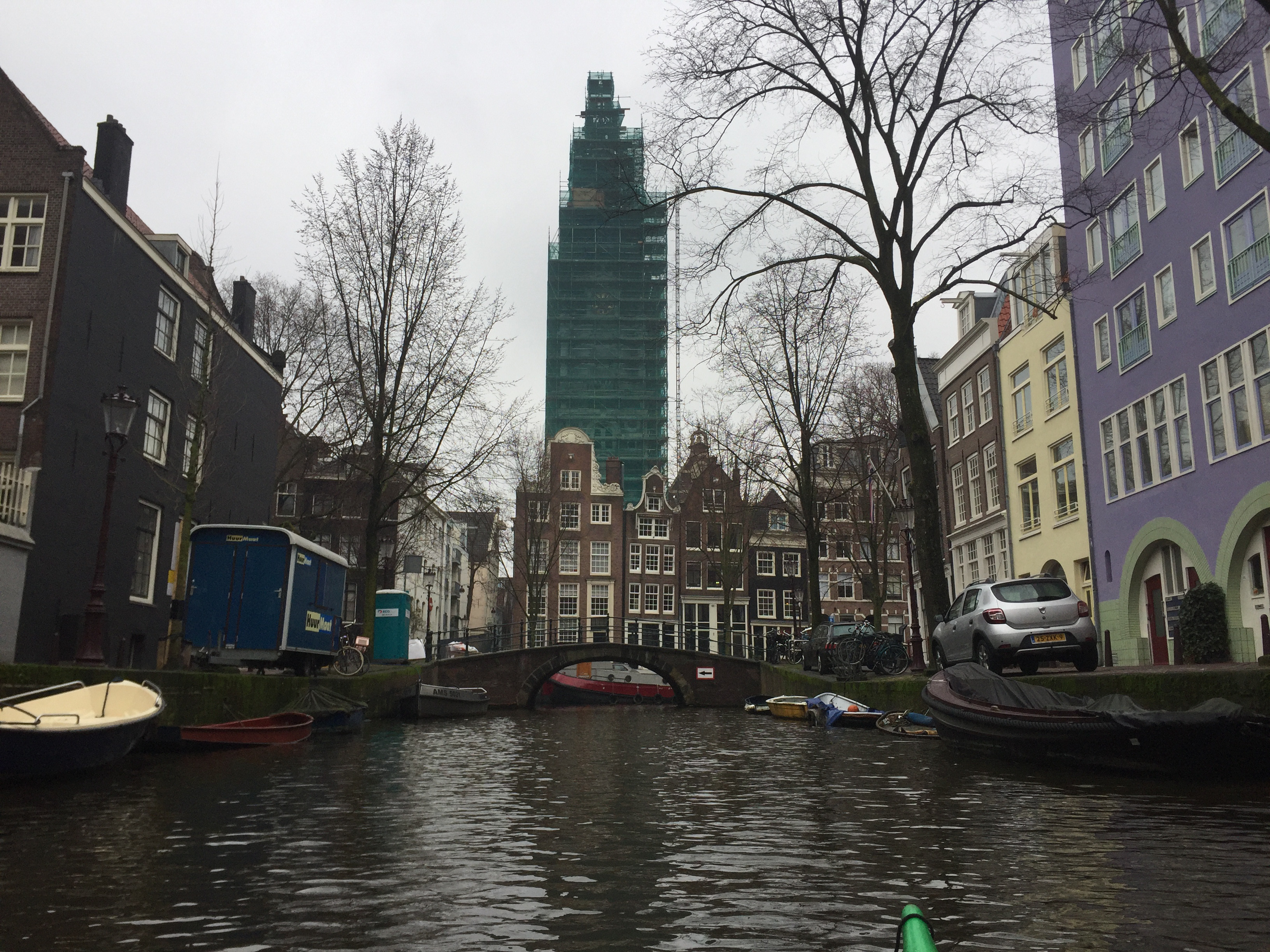
Brug 226 met een ingepakte Zuiderkerk (2017)

<<< · 200 · 201 · 202 · 203 · 204 · 205 · 206 · 207 · 208 · 209 ·  210 · 211 · 212 · 213 · 214 · 215 · 216 · 217 · 218 · 220 · 221 · 222 · 223 · 224 · 225 · 226 · 227 · 228 · 228P · 229 · 230 · 231 · 232 · 233 · 234 · 235 · 236 · 237 · 238 · 239 ·  240 · 241 · 242 · 243 · 244 · 245 · 246 · 247 · 248 · 249 ·  250 · 251 · 252 · 253 · 254 · 255 · 256 · 257 · 258 · 259 · 260 · 261 · 262 · 263 · 264 · 265 · 266 · 267 · 270 · 271 · 272 · 273 · 274 · 275 · 277 · 278 · 279 · 280 · 281 · 283 · 285 · 286 · 287 · 288 · 289 · 290 · 291 · 292 · 293 · 295 · 296 · 297 · 298 · 299 · >>>
Brugnummers 219, 268, 269, 276, 282, 284, 294 zijn niet (meer) in omloop.